# Рома (дирижабль)
«Рома» — учебный полужёсткий дирижабль, построенный в Италии и купленный Соединёнными Штатами, единственный представитель Модели Т-34. Изначально предназначался для пассажирских трансатлантических перелётов. С ноября 1921 года по 21 февраля 1922 года находился на службе Воздушной службы США.
21 февраля 1922 года дирижабль «Рома» был уничтожен в катастрофе. Погибло 34 члена экипажа, девять членов экипажа выжили. Это был последний в США дирижабль, надутый водородом.

## Создание
Дирижабль «Рома» был построен на предприятии Stabilimento Costruzioni Aeronautiche под руководством Челестино Узуэлли, Евгения Прассоне, Умберто Нобиле и полковника Гаэтано Крокко. Это был первый проект совместного предприятия Умберто Нобиле, Челестино Узуэлли, Бенедетто Кроче и Джузеппе Валле, известный под кодовым названием Модель Т-34. Изначально дирижабль планировался как пассажирский трансатлантический транспорт. Изначально будучи рассчитан на двадцать пять пассажиров, он, после изменения дизайна, стал рассчитан на сто пассажиров. На момент постройки «Рома» был самым большим в мире дирижаблем полужёсткой конструкции.
Дирижабль был полужёстким, и построен был на основе длинного киля, который был сочленённым, чтобы дирижабль был более гибким. В киле находилась рубка управления и пассажирское отделение. Изначально на дирижабле было установлено шесть двигателей Ansaldo 4E-2940 V-12, но позже их заменили на американские Liberty L-12.

## Служба
Первый испытательный полёт «Рома» совершил в сентябре 1920 года. Дирижаблем тут же заинтересовались в США, и выкупили его за 184 тысячи долларов (сейчас — более трёх миллионов). В марте 1921 года создатели дирижабля организовали американской делегации полёт из Рима в Неаполь и обратно. На борту дирижабля находились американский посол в Италии, его жена и несколько офицеров ВВС США. При полёте над островом Капри пассажирам был предложен обед.
Изначально планировалось, что дирижабль доберётся из Италии в США своим ходом. Однако армия США приняла опрометчивое решение — сдуть и разобрать дирижабль, и доставить его в США по морю. Когда в августе 1921 года разобранный дирижабль прибыл в США, обнаружился неприятный сюрприз — оболочка дирижабля из-за сырого морского воздуха заплесневела и ослабла. С трудом дирижабль удалось восстановить и собрать на военной базе Лэнгли, после чего 15 ноября 1921 года дирижабль совершил свой первый полёт на территории США, правда с небольшими трудностями. Во время следующего полёта у дирижабля треснул пропеллер. Он порвал оболочку дирижабля, но дирижабль смог вернуться на базу Лэнгли и совершить безопасную посадку.
Во время полёта в Вашингтон 21 декабря 1921 года у «Ромы» возникли многочисленные неполадки с двигателями из-за очень холодной погоды. Обратно на авиабазу Лэнгли «Рома» возвращался с четырьмя работающими двигателями из шести. После этого было принято решение установить вместо оригинальных двигателей Ansaldo 4E-2940 V-12 американские Liberty L-12.

## Катастрофа

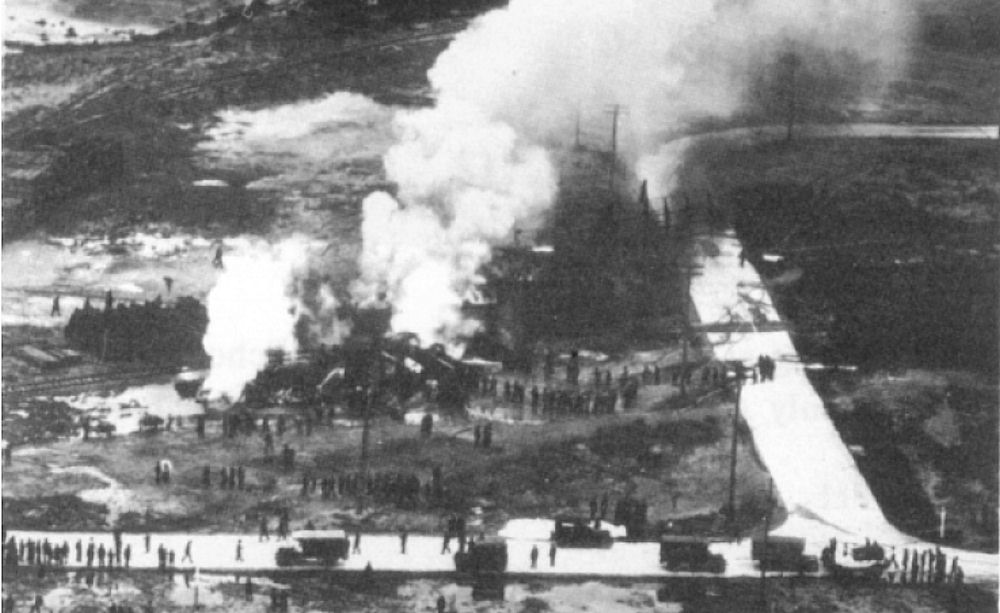
Печальный конец недолгой службы дирижабля — пожарные тушат останки того, что ещё недавно было дирижаблем

Дирижабль «Рома» разбился в Норфолке во время испытательного полёта 21 февраля 1922 года.
Дирижабль покинул авиабазу Лэнгли примерно в два часа после полудня. На борту было 45 человек — большинство из них были представителями ВВС США, однако среди них также были гражданские лица, например механики и государственные служащие, наблюдавшие за полётом.
После взлёта капитан Дэйл Мэбри направил дирижабль вдоль берега Чесапикского залива, затем — над районом Бакро-Бич, фортом Монро и пересёк район Хэмптон-Роудс, после чего, пролетев над полуостровом Уиллоуби он взял курс на военно-морскую базу Норфолк.
Причиной катастрофы стал отказ сложной коробчатой системы рулей высоты, с помощью которой дирижабль мог совершать крутые манёвры в стеснённых пространствах. По свидетельствам очевидцев, вся коробка с рулями высоты съехала вбок, после чего дирижабль начал падать с высоты около трёхсот метров. Дирижабль упал на территории армейского депо Норфолка, где сейчас находится контейнерный терминал. Незадолго до того, как киль коснулся земли, дирижабль наткнулся на высоковольтные линии, в результате чего водород, которым он был надут, сдетонировал. По какой-то злой иронии, в катастрофе погибло 34 человека (изначально дирижабль назывался Модель Т-34). Восемь человек получили травмы различной степени тяжести, трое легко отделались. Погиб в том числе и Дэйл Мэбри.
Это была самая страшная катастрофа дирижабля в США на тот момент. После этого американцы сделали логичные выводы, и перестали надувать дирижабли водородом, перейдя на гелий.
За проявленный во время катастрофы героизм старший сержант Гарри Чапман был удостоен премии Чейни. Он стал первым лауреатом награды, получив её из рук президента Кулиджа в 1929 году.
Хотя в своё время катастрофа дирижабля «Рома» была самой серьёзной в США по количеству жертв, её в итоге затмило крушение дирижабля «Гинденбург» в 1937 году, которое стало причиной конца эры дирижаблей.

## Технические данные
- Длина: 125 m
- Диаметр: 25 m
- Высота: 28 m
- Объём: 33,810 m3
- Пустой вес: 15,400 kg
- Маскимальный взлётный вес: 34,500 kg
- Грузоподъёмность: 19,100 kg
- Силовая установка: 6 двигателей, изначально — Ansaldo 4E-2940 V-12, позже заменены на Liberty L-12, по 300 kW (400 лс) каждый

Ходовые качества
Максимальная скорость: 128 km/h (80 mph, 70 узлов)
Крейсерская скорость: 90 km/h (56 mph, 49 узлов)
Дальность полёта: 4,800 km (3,000 mi, 2,600 морских миль)

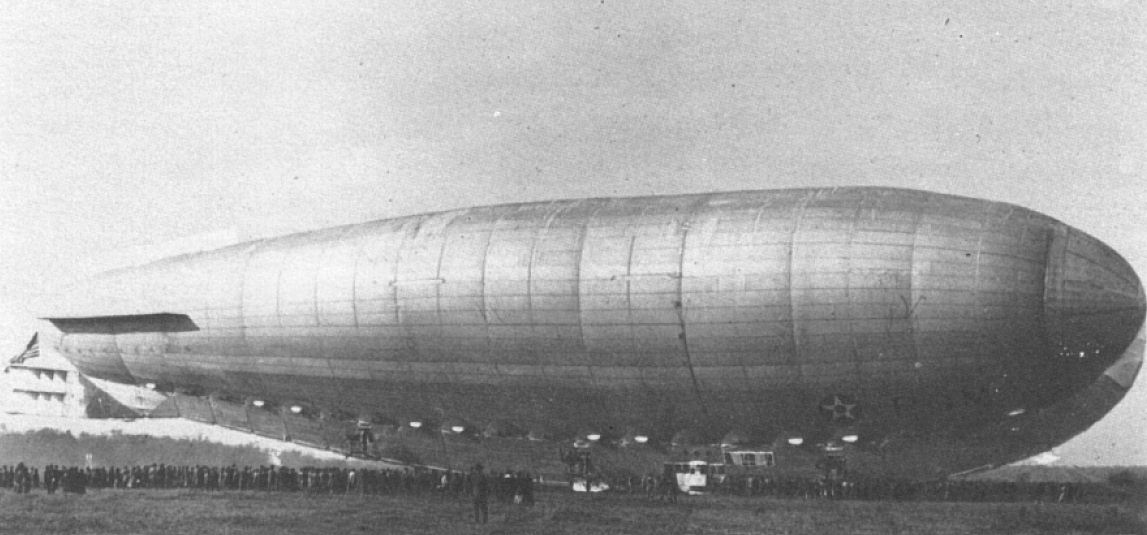
Дирижабль «Рома» во время испытательного полёта
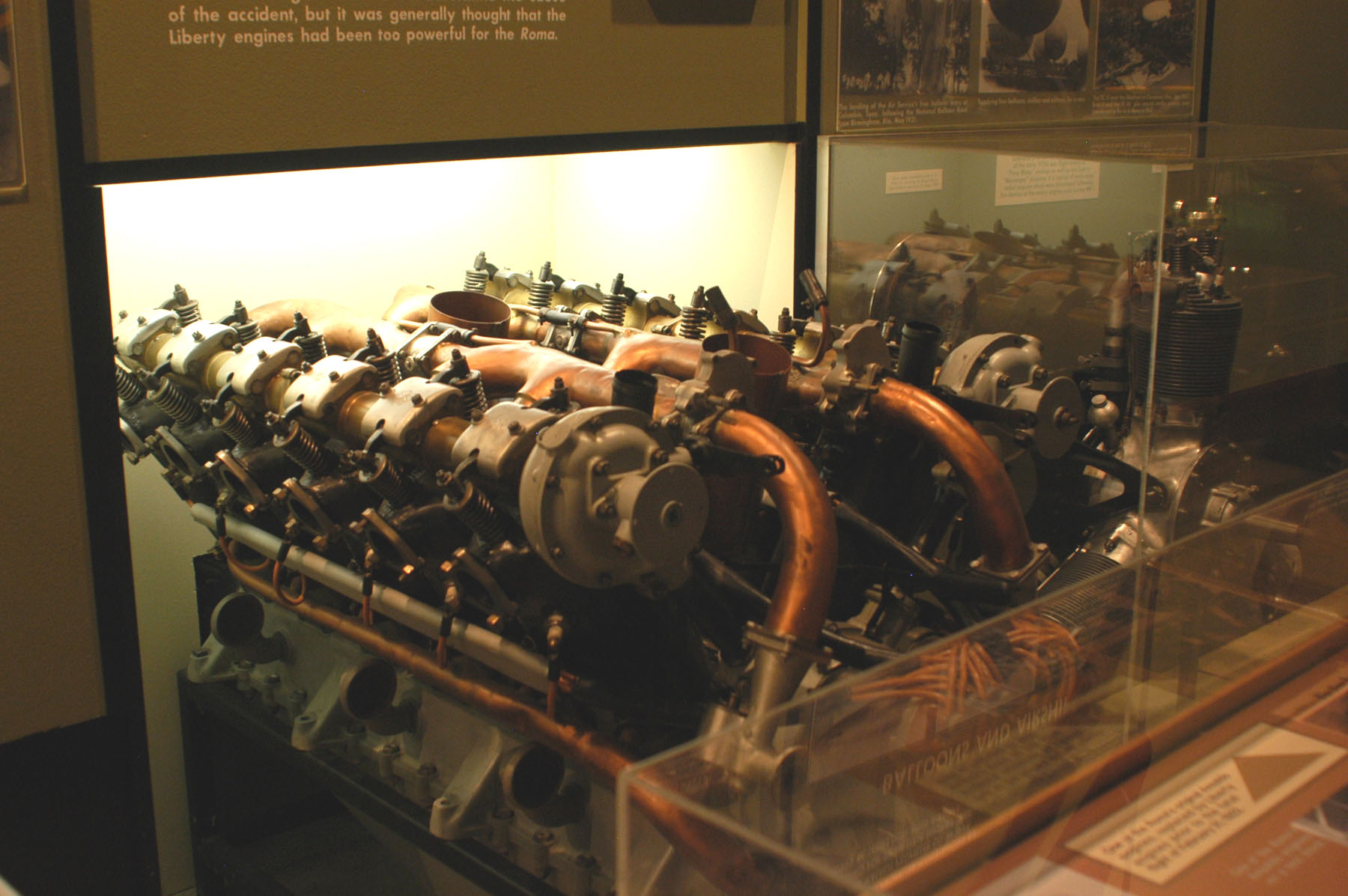
Двигатель Ansaldo 4E-2940 V-12 с дирижабля «Рома»
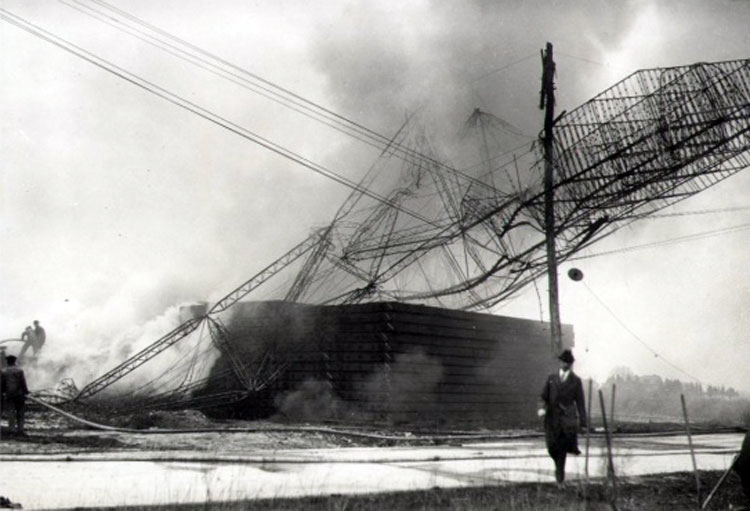
Обгоревший киль дирижабля после катастрофы
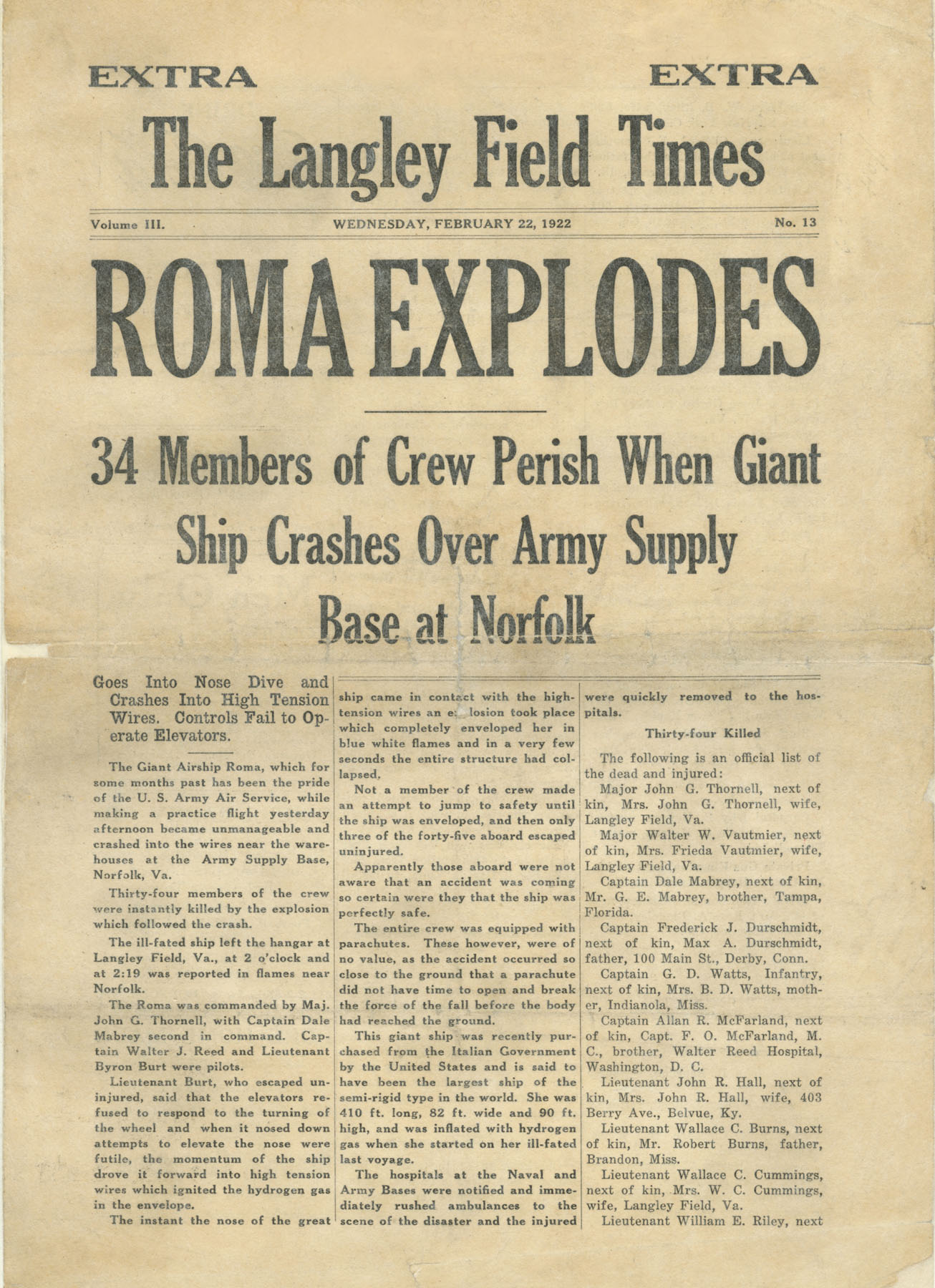
Статья в газете The Langley Field Times о случившейся катастрофе